# Kettering, Australien
Kettering är en ort i Australien. Den ligger i kommunen Kingborough och delstaten Tasmanien, i den sydöstra delen av landet, omkring 28 kilometer söder om delstatshuvudstaden Hobart. Antalet invånare är 1 178.
Närmaste större samhälle är Blackmans Bay, omkring 15 kilometer nordost om Kettering. 
I omgivningarna runt Kettering växer i huvudsak städsegrön lövskog. Genomsnittlig årsnederbörd är 920 millimeter. Den regnigaste månaden är juli, med i genomsnitt 114 mm nederbörd, och den torraste är februari, med 49 mm nederbörd.